# Coût de transaction
 (février 2023).
La mise en forme du texte ne suit pas les recommandations de Wikipédia : il faut le « wikifier ».
Les points d'amélioration suivants sont les cas les plus fréquents. Le détail des points à revoir est peut-être précisé sur la page de discussion.
- Les titres sont pré-formatés par le logiciel. Ils ne sont ni en capitales, ni en gras.
- Le texte ne doit pas être écrit en capitales (les noms de famille non plus), ni en gras, ni en italique, ni en « petit »…
- Le gras n'est utilisé que pour surligner le titre de l'article dans l'introduction, une seule fois.
- L'italique est rarement utilisé : mots en langue étrangère, titres d'œuvres, noms de bateaux, etc.
- Les citations ne sont pas en italique mais en corps de texte normal. Elles sont entourées par des guillemets français : « et ».
- Les listes à puces sont à éviter, des paragraphes rédigés étant largement préférés. Les tableaux sont à réserver à la présentation de données structurées (résultats, etc.).
- Les appels de note de bas de page (petits chiffres en exposant, introduits par l'outil «  Source ») sont à placer entre la fin de phrase et le point final[comme ça].
- Les liens internes (vers d'autres articles de Wikipédia) sont à choisir avec parcimonie. Créez des liens vers des articles approfondissant le sujet. Les termes génériques sans rapport avec le sujet sont à éviter, ainsi que les répétitions de liens vers un même terme.
- Les liens externes sont à placer uniquement dans une section « Liens externes », à la fin de l'article. Ces liens sont à choisir avec parcimonie suivant les règles définies. Si un lien sert de source à l'article, son insertion dans le texte est à faire par les notes de bas de page.
- La présentation des références doit suivre les conventions bibliographiques. Il est recommandé d'utiliser les modèles {{Ouvrage}}, {{Chapitre}}, {{Article}}, {{Lien web}} et/ou {{Bibliographie}}. Le mode d'édition visuel peut mettre en forme automatiquement les références.
- Insérer une infobox (cadre d'informations à droite) n'est pas obligatoire pour parachever la mise en page.

Pour une aide détaillée, merci de consulter Aide:Wikification.
Si vous pensez que ces points ont été résolus, vous pouvez retirer ce bandeau et améliorer la mise en forme d'un autre article.
 (février 2023).

Un coût de transaction est l'ensemble des différents coûts en argent, en temps, en énergie liés à un processus d'échange ou de négociation.

## Définition
Un coût de transaction, un coût lié à un échange économique, plus précisément une transaction sur le marché. Ce coût n'est pas pris en compte dans le cadre de la concurrence pure et parfaite. Il peut être direct (commission de bourse) ou indirect (coût de prospection, temps et effort passés à la négociation et à la vérification de la transaction...). On peut le définir de manière générique comme l'ensemble des coûts engendrés par la coordination entre les agents ainsi que les coûts qui limitent la coordination entre les agents. Il peut s'agir, par exemple, des coûts liés à l'incertitude qui requiert que l'agent s'informe avant de réaliser une transaction économique. De plus, il peut s'agir également des coûts liés à la négociation et à la rédaction d'un contrat.

## Théories économiques
L'idée d'un coût du système de prix[Quoi ?] a été évoquée pour la première fois par l'économiste Ronald Coase, dans son article The Nature of the Firm (1937). Il explique que : « Lorsque l’on souhaite opérer une transaction sur un marché, il est nécessaire de rechercher son ou ses contractants, de leur apporter certaines informations nécessaires et de poser les conditions du contrat, de conduire les négociations instaurant ainsi un véritable marché, de conclure le contrat, de mettre en place une structure de contrôle des prestations respectives des obligations des parties, etc. ».
L'ensemble des coûts induits par ces actions forment les coûts de transaction. Carl J. Dahlman les regroupe en trois catégories :
1. « coûts de recherche et d’information » : prospection, comparaison du rapport qualité/prix des différentes prestations proposées, étude de marché, etc. ;
2. « coûts de négociation et de décision » : rédaction et conclusion d'un contrat, etc. ;
3. « coûts de surveillance et d’exécution » : contrôle de la qualité de la prestation, vérification de la livraison, etc.

Selon Coase, ce concept permet d'expliquer pourquoi toutes les transactions ne sont pas des transactions de marché, et, par là-même, l'existence d'entreprises ou firmes, qui peuvent efficacement limiter ces coûts en imposant la coopération entre employés.
C'est néanmoins à John Kenneth Arrow que l'on doit l'expression « coût de transaction ».
Et, c'est Oliver Williamson qui va développer et formaliser l'approche des organisations économiques par leur biais au sein de ce que l'on appelle justement la théorie des coûts de transaction.
La théorie de Ronald Coase du coût de transaction revient dans l'actualité[Quand ?][réf. souhaitée] avec le développement de l'internet et des réseaux de communication. Ceux-ci font considérablement baisser les coûts de transaction[réf. souhaitée].
Don Tapscott et Anthony Williams dans leur livre Wikinomics (Portfolio, 2006) lui consacrent une section[réf. nécessaire]. Alors que du temps de Coase[évasif], les coûts de transaction justifiaient la création d'entreprises gérant la totalité du cycle de vie des produits, leur réduction considérable par l'Internet conduit les deux auteurs à proposer une reformulation de la loi de Coase. Ainsi, ils expliquent qu' « Aujourd'hui les entreprises doivent réduire leur voilure (traduction interprétée de shrink[Quoi ?]) jusqu'à ce que les coûts de réalisation en interne ne dépassent plus les coûts de réalisation à l'extérieur ». Cette citation peut se vérifier au regard de  ce qu'il se passe dans la sphère des logiciels libres, mais également dans l'externalisation de beaucoup de tâches dans les entreprises.
L'apport de Coase a été de mettre l'accent sur ces différents obstacles à l'utilisation idéale du système des prix.
« La principale raison qui rend profitable la création d'une entreprise pourrait être qu'il y est coûteux d'utiliser le mécanisme des prix. Le coût le plus évident de l' « organisation » de la production à travers le mécanisme des prix tient à la découverte des prix essentiels. Ce coût peut être réduit, mais non pas éliminé, par l'apparition d'acteurs spécialisés qui vendent cette information. » (The nature of the firm, p. 390, trad. mod.)[réf. nécessaire]
Ce passage est cité par Steven Cheung dans The contractual nature of the firm, 1983, page 6. Coase ajoute en note que « l’hypothèse que tous les individus connaissent tous les prix essentiels n’est clairement pas vraie dans le monde réel. » 
Dans l’article de Coase, le problème de l’incertitude (Frank Knight) est dominé par celui de la recherche des prix essentiels ou naturels (Adam Smith). La situation limite hypothétique dans laquelle tous les prix sont ‘pertinents’ ou « essentiels » ("relevant prices") et donc les coûts de transaction négligeables, est une situation de producteurs et d'acheteurs indépendants, qui ont une bonne connaissance de la valeur et donc des coûts des produits. C’est celle qui est décrite par Cheung à partir d’une situation, empruntée à Smith, dans laquelle tous les échanges sont strictement marchands : « Considérons l’exemple classique de la ‘manufacture d’épingle’, dans laquelle chaque propriétaire de l’ensemble des ressources se spécialise en travaillant sur une seule tâche. Si tous les coûts de transaction étaient nuls, l’acheteur d’une épingle ferait un paiement distinct à chacun des nombreux participants à sa production. » (The contractual nature of the firm, p. 4).[pas clair]
Un coût de transaction est l’écart entre le prix fictif[Quoi ?] d’un service productif infinitésimal[Quoi ?], le « prix essentiel » (dont le prix effectif pourrait être représenté par un pourboire) et le prix effectif d’une marchandise. Plus cette dernière sera technicisée, plus le coût de transaction sera élevé. Un régime de faibles coûts de transaction est donc ‘low tech’ (cf. P. Bihouix), ce qui n’implique pas un niveau de richesse faible (‘low life’) : « S’il n’y avait pas de coûts de mesure et d’évaluation des performances [Had there been no costs of measuring and pricing performance], il n’y aurait pas d’entreprise et la valeur des produits collectifs [social outputs] serait maximale. » (Cheung, 1983). L’écart entre les deux prix, c'est le « coût social » de l’organisation de la production ou la ‘valeur ajoutée’ par celle-ci (au sens de « mehrwert »), qui sont des valeurs d’approximation ("proxy value") des prix essentiels ("relevant prices ") : « all organization costs are transaction costs, and vice versa. » S. N. S. Cheung, ‘Economic organization and transaction costs’, The New Palgrave, 1987, p. 56. L’attachement, souvent pathologique, à la coopération, aux organisations, à la propriété exclusive aux marchandises et éventuellement au confort... sont les coûts de transaction fondamentaux (cf. ‘fétichisme’).[pas clair]